# فردودگاه تکبانده پاگان
 فردودگاه تکبانده پاگان (به انگلیسی: Pagan Airstrip) یک فرودگاه همگانی بهره‌برداری هوایی با کد یاتا none است که یک باند فرود چمن و شن دارد و طول باند آن ۴۵۷ متر است. این فرودگاه در کشور جزایر ماریانای شمالی قرار دارد و در ارتفاع ۱۰ متری از سطح دریا واقع شده است.